# Конак (площадь)

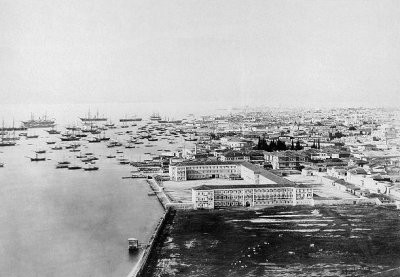
Площадь Конак в 1865 году

Конак, Площадь Конак (тур. Konak Meydanı, транск. Конак Мейданы) — площадь в южной части проспекта Ататюрка в районе Конак города Измир, Турция. Площадь является самой оживлённой частью города, так как Конак является ядром Измира.

## Здания на площади

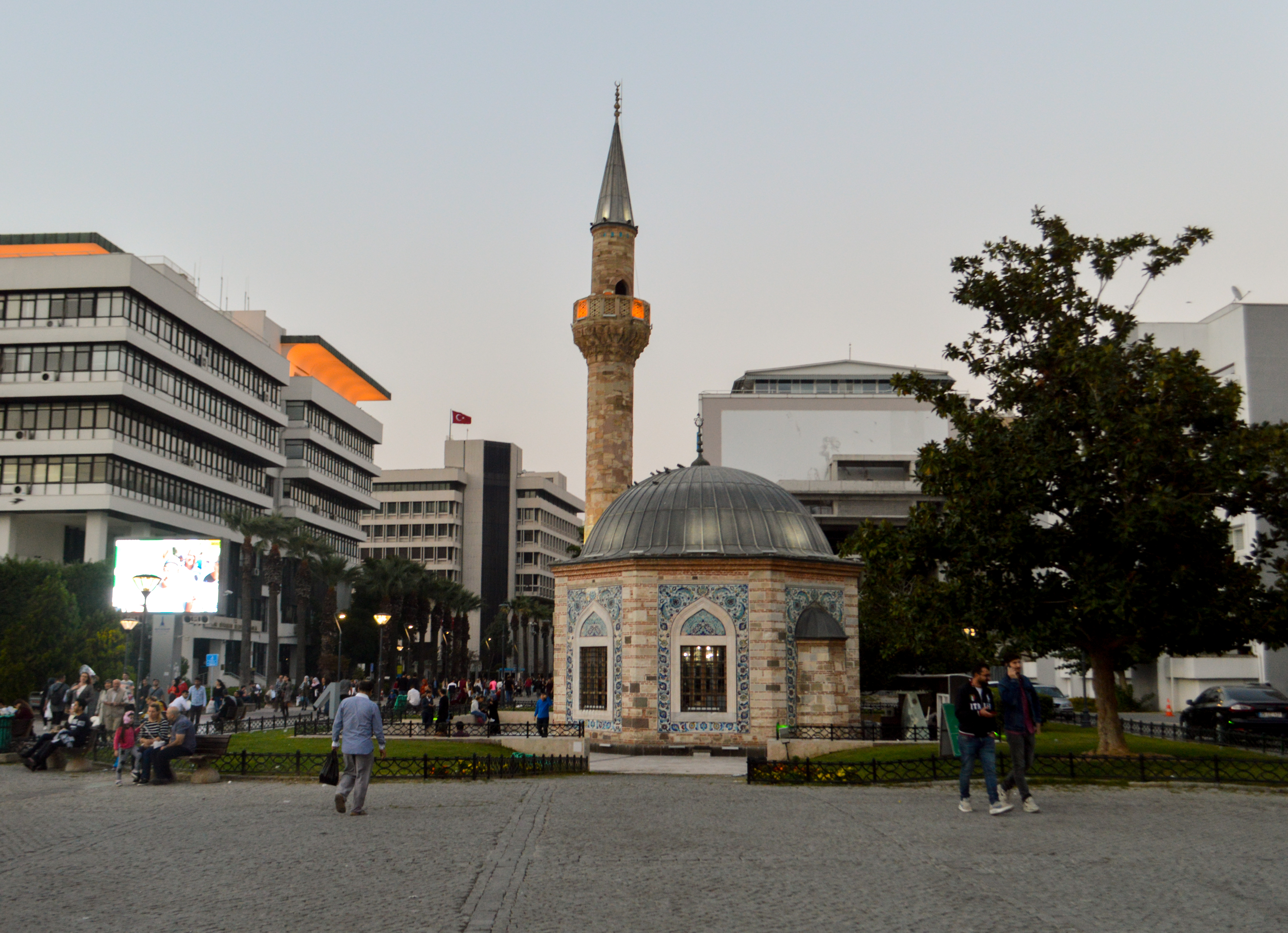
Мечеть Ялы и ратуша на площади Конак

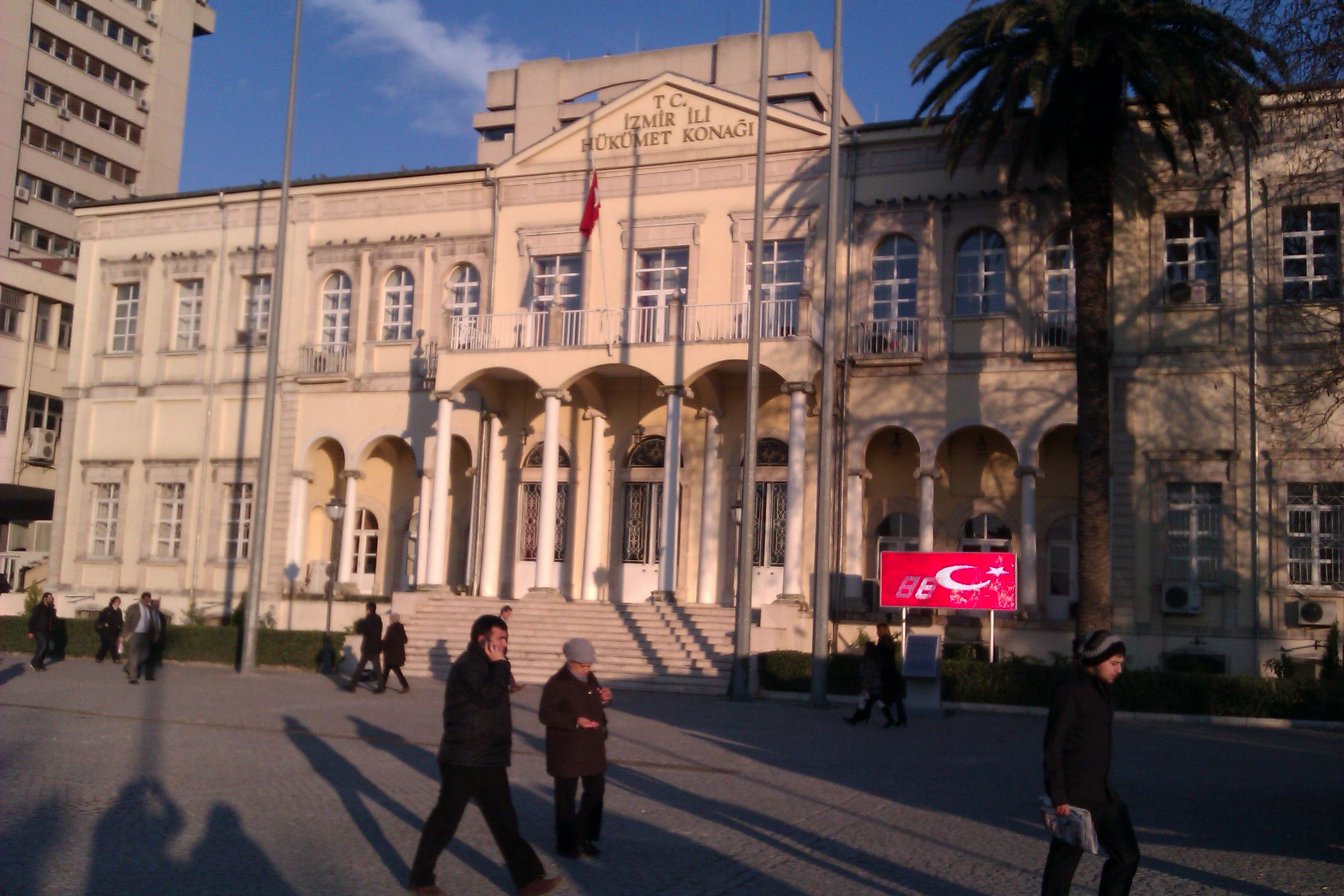
Дом приемов на площади Конак

Большая часть этой оживлённой площади занята мэрией столичного муниципалитета Измира и мечетью Ялы. Достопримечательностью площади является находящаяся в центре Измирская часовая башня, построенная в 1901 году. Недалеко от площади находится Кемералта, главный рынок Измира. В южной части площади находится Культурный центр Эгейского университета, включающий в себя оперный театр, музыкальную академию и музей современного искусства.

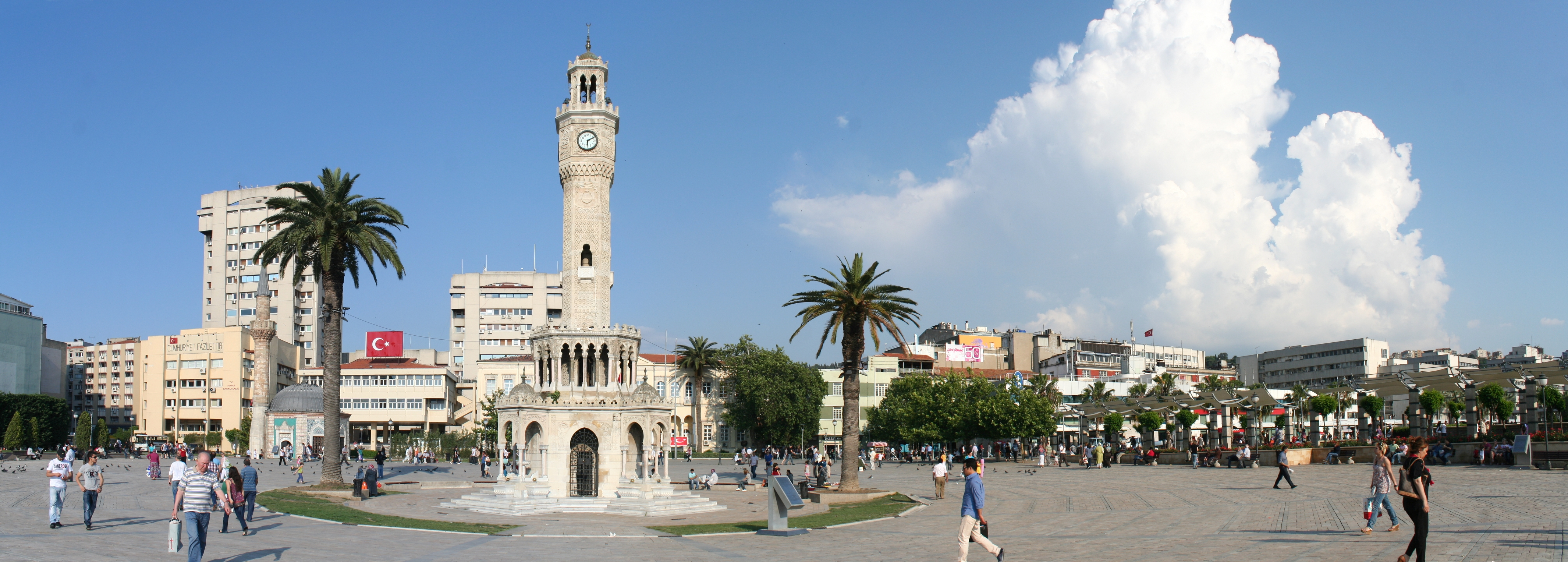
Center|Площадь Конак

[[Файл:Izmir_Konak_Square.jpg|центр|мини|600x600пкс|{{Center|Площадь Конак]]